# 조시 빌링스
해스켈 클라크 "조시" 빌링스(영어: Haskell Clark "Josh" Billings, 1907년 9월 27일 ~ 1983년 12월 26일)는 디트로이트 타이거스에서 뛰었던 메이저 리그 베이스볼 (MLB) 미국의 야구 투수이다.

## 아마추어 경력
빌링스는 뉴욕주 뉴욕에서 태어나 브라운 대학교에서 대학 야구를 했다. 브라운 대학교에 있는 동안 그는 1925년에서 1927년 여름 동안 케이프 코드 야구 리그에서 팰머스 타운 팀을 위해 투구했다. 1925년에 팀 MVP로 지명된 빌링스는 "공부를 잘하고 인내심 있으며 훌륭한 선수"로 묘사되었다.

## 전문 경력
그는 1927년 타이거스에 입단하여 8월 17일에 메이저 리그 데뷔전을 치뤘고, 그 시즌 아메리칸 리그에서 세 번째로 어린 선수가 되었다. 1927년에는 타이거스를 위하여 10경기 67이닝에 투구하였고 4패에 5승으로 인정받았다. 평균자책점 (ERA) 4.87은 리그 평균보다 나빴다. 삼진 (18)보다 볼넷 (39)이 2배 이상 많았다.
1927년 그의 압도적인 통계에도 불구하고 빌링스는 1928년 타이거즈 개막일의 선발 투수였다. 타이거스는 타이거 스타디움에서 세인트루이스 브라운스에게 4-1의 스코어로 졌다. 빌링스는 총 21경기에서 110경기를 뛰었다. 그는 이번에도 10패에 대해 5승을 거두었다. 다시 한번, 그는 5.12의 리그 평균 자책점보다 나빴다. 그리고 다시 한 번 그는 삼진(48개)보다 더 많은 볼넷(59개)을 기록했다. 또한 7개로 아메리칸 리그에서 4번째로 많은 폭투를 가지고 있었다. 20세의 나이로 그는 1928년에 아메리칸 리그에서 여전히 8번째로 어린 선수였다.
1929년은 빌링스의 메이저 리그 마지막 시즌이었다. 그는 1승 1패를 기록하지 못했다. 그의 평균자책점은 다시 5.12로 리그 평균보다 나빴다. 삼진 1개에 볼넷 9개를 내줬다. 1929년 8월 5일 마지막 경기에서 뛰었다.
빌링스는 39경기 197이닝을 투구했다. 15승 10패를 기록했다. 그의 통산 평균자책점은 5.03이었고, 볼넷 107개, 삼진 67개를 기록했다. 타자로서 그는 68개의 타석에서 17개의 안타를 기록하여 타율 0.250을 기록했다. 또한 3개의 2루타, 1개의 3루타, 11개의 득점 및 6개의 타점을 기록했다.